# Biak (stad)
Biak är huvudort i ögruppen Schoutenöarna i provinsen Papua i Indonesien. Folkmängden uppgick till 29 652 invånare vid folkräkningen 2010.
Biak är belägen på Biaköns södra kust. Staden har, förutom förvaltningsbyggnader, en stor hamn och två universitet samt även en stor flottbas. Förvaltningsmässigt är Biak även huvudort i distriktet Biak Numfor samt ett av dess underdistrikt, Biak Kota.
Nära staden, vid Ambroben, finns utgrävda grottor som japanska soldater använde under andra världskriget. Vid stadens utkant finns flygplatsen Frans Kaisiepo Airport eller Manuhua (flygplatskod "BIK") med kapacitet för internationellt flyg.

## Historia
Befolkningen på Biak är av melanesiskt ursprung.
1942 ockuperades Biak av Japan, och USA återtog området under hårda strider i Slaget vid Biak i maj 1944. Under dessa strider ägde även det första stridsvagnsslaget i Stilla havet rum.
I juli 1998 hissades den lokala papuanska flaggan The Morning Star vid vattentornet i Biak av medlemmar av den papuanska frigörelserörelsen Organisasi Papua Merdeka som därefter camperade i flera dagar vid tornet. Några dagar senare ägde den så kallade Biakmassakern rum då ca 200 av demonstranterna sköts ned eller avrättades av indonesisk militär.